# Медіа-сприйняття
Медіасприйняття ( англ . - media perception) - це сприйняття «медіареальності», почуттів і думок авторів медіатекстів , виражених в аудіовізуальному, просторово-часовому образі  . Медіасприйняття як об'єкт вивчення має міждисциплінарний статус, будучи предметом таких наук як психологія, педагогіка, мистецтвознавство та філософія. Термін «медіасприйняття» визначається в медіаосвіті як одна зі складових медіакомпетентності .

## Роль в медіаосвіті
А. В. Федоров , А також кілька інших учасників його наукової школи "Медіаосвіта і медіакомпетентність" вивчали процес медіаосвіти в сучасних середніх і вищих навчальних закладах. Медіаосвіта розглядалася ними як спосіб придбання медіакомпетенцій учнями (студентами) і викладачами, тобто придбання таких навичок та вмінь, які сприяли б сприйняттю і розумінню різного роду інформації, розвитку критичного мислення, здатності використання та аналізу медіатекстів і т. д.  . Розвиток медіасприйняття визначався дослідниками в якості складової процесу медіаосвіти та набуття певних компетенцій. Медіасприйняття в даній концепції розглядається як сприйняття конкретно екранних матеріалів. При цьому повинні враховуватися візуальні, звукові і просторово-часові характеристики переглянутого твору, а також вже наявні у глядача навички сприйняття  . 
У своїй концепції визначення рівня розвитку аудиторії по відношенню до медіакультури  Федоров розглядає в якості одного з показників подібного розвитку рівень сприйняття аудиторією медіатекстів. Тим самим передбачається, що розвинена аудиторія повинна не тільки знати медіатексти, орієнтуватися в них, використовувати їх і мати мотиви до їх прочитання, а й аналізувати медіатексти в їх співвідношенні до позиції автора. 
Виділені показники: 
- «Понятійний» (знання історії та теорії медіакультури, конкретних медіатекстів);
- «Сенсорний» (частота спілкування з медіаінформації, вміння орієнтуватися в її потоці, тобто вибирати улюблені жанри, теми і т. д. );
- «Мотиваційний» (емоційні, гносеологічні, гедоністичні, моральні, естетичні мотиви контакту з медіакультури, описані зокрема у З. Фрейда, К. Хорні, Г. Олпорта, Е. Фромма та ін. );
- «Оцінний» або «інтерпретаційний» (рівень сприйняття, здатність до аудіовізуального мислення, аналізу і синтезу просторово-часової форми оповіді медіатекстів, до «ототожнення» з героєм і автором, до розуміння й оцінки авторської концепції в контексті структури твору);
- «Креативний» (рівень творчого початку в різних аспектах діяльності на мультимедійні матеріали, перш за все в перцептивної, художньої, дослідницької, практичної, ігрової та ін. ) " [2]

### Класифікація рівнів медіасприйняття[2]
| Рівень первинної ідентифікації     | Емоційна, психологічний зв'язок з медіасреди, фабулою (ланцюгом подій) оповідання, тобто здатність сприймати ланцюг подій в медіатексті (наприклад, окремі епізоди і сцени фабули), наївне ототожнення дійсності з вмістом медіатексту, асиміляція середовища (емоційне освоєння реальності, представленої в медіатексті і т. п. ). |
| Рівень «вторинної ідентифікації»   | Ототожнення з персонажем медіатексту. Тобто здатність співчувати, поставити себе на місце героя (провідного), розуміти його психологію, мотиви вчинків, сприйняття окремих компонентів медіаобразу (деталь і т. д. ). |
| Рівень «комплексної ідентифікації» | Ототожнення з автором медіатексту при збереженні «первинної» і «вторинної» ідентифікації (з подальшою інтерпретацією побаченого). Тобто здатність співвіднесення з авторською позицією, що дозволяє передбачити хід подій медіатексту «на основі емоційно-смислового співвіднесення елементів сюжету», сприйняття «авторської думки в динаміці звукозорового образу», синтезу «думок і почуттів глядача в образних узагальненнях» (Усов, 1989, с. 314). |

Федоров зазначає, що ця класифікація не є повною для опису проявів медіасприйняття. Володіти рівнями можливо як в повній мірі, так і в нерозвиненому стані. 

### Основні характеристики медіасприйняття
- Визначення структури медіатексту в співвідношенні з його візуальним, звуковим, просторовим і тимчасовим вмістом
- визначення контексту
- Визначення концепції і позиції автора
- Співвіднесення структури медіатексту з позицією автора

## Співвідношення з іншими типами сприйняття
Згідно з працею О. В. Орлової , сприйняття продуктів медіа володіє певними відмітними характеристиками, які воно отримує від медіа як середовища. У своїй статті Орлова проводить порівняльний аналіз трьох типів сприйняття: психологічного, художнього та медіасприйняття. Для кожного з розглянутих типів вона визначає наступний ряд характеристик: 
- Психологічне сприйняття "виконує функцію відбору шляхом порівняння нових вражень зі старими, збереженими в пам'яті; впізнавання; зіставлення з представленими зразками; класифікації; інтерпретації" [4]. Таким чином, психологічне сприйняття ґрунтується на впізнаванні і звичках
- Художнє сприйняття засноване на виявленні неординарних зв'язків та якостей
- Медіасприйняття засноване на двох характеристиках: як на "звикнення" матеріалу, так і на виділення нестандартних зв'язків

Останнє відбувається через подвійної природи медіатекстів. З одного боку, пише Орлова, медіапродукція має широкі масштаби поширення, а також швидкий темп поновлення наданої інформації. Дані властивості об'єктів медіапродукції вимагають від них способів утримання аудиторії, що ґрунтуються на звичному і стабільному (символіка, слогани, кольору та ін. )  . З іншого боку, медіапродукція повинна не тільки утримувати аудиторію, а й залучати її за допомогою несподіваних матеріалів, що руйнують звичне  . 
Також медіасприйняття володіє однією відмінною рисою, яка з'явилася з розвитком медіапростору як інтерактивного поля, що надає можливість коментувати, спілкуватися, голосувати. Орлова пише, що нинішнє медіапростір породжує ефект присутності . 
Таким чином, автор виділяє основну відмінну характеристику медіасприйняття - орієнтацію аудиторії на комунікацію . Тобто в медіасприйняття взаємодія аудиторії і медіапродукту або автора медіапродукту розглядається як інтерактивне. Для психологічного і художнього сприйняття відносини односторонні: від аудиторії (суб'єкта) на предмет - для психологічного; від автора твору на аудиторію - для художнього. 
Також виділяється ряд інших характеристик медіасприйняття: 
- Взаємодія медіапродукту і аудиторії відбувається опосередковано, через слова і інформаційні технічні засоби
- Взаємодія може бути як актом чуттєвого, так і актом естетичного сприйняття
- Аудиторія сприймає як власні психологічні установки (індивідуальний стан), так і авторські установки (ідеї автора медіатексту)